# James Aloysius Hickey
James Aloysius Hickey (Midland, Michigan, 11 d'octubre de 1920 - 24 d'octubre de 2004) va ser un cardenal estatunidenc de l'Església Catòlica Romana. Va el càrrec d'arquebisbe de Washington, de 1980 fins al 2000, i va ser elevat al cardenalat el 1988.
Era fill de James i Agnes Ryan Hickey. El seu pare era dentista. Als 13 anys, va entrar al Seminari Menor Sant Josep a Grand Rapids. Es va graduar amb honors al Seminari Major del Sagrat Cor a Detroit el 1942, proporcionà atenció pastoral als treballadors immigrants de parla castellana durant els seus estudis. A continuació, va assistir a la Universitat Catòlica d'Amèrica a Washington, DC Hickey va ser ordenat sacerdot pel bisbe William Murphy el 15 de juny de 1946.
Un any després fou enviat a estudiar a Roma, on va obtenir el doctorat en dret canònic i el d'especialista en la teologia catòlica. Després del seu retorn als Estats Units, va treballar des de 1957 fins a 1966 com a secretari del bisbe de Saginaw. I va participar com a expert en el Concili Vaticà II.
El 1967 va rebre després del seu nomenament com a Bisbe titular de Taraqua i bisbe auxiliar de Saginaw, fou consagrat pel Cardenal John Francis Dearden. Va exercir com a rector del Col·legi Pontifici dels estudiants d'Amèrica del Nord a Roma. De 1974 a 1980 és nomenat bisbe de Cleveland. El 1980, el Papa Joan Pau II va nomenar-lo arquebisbe de Washington.
Joan Pau II elevar-lo a cardenal i en aquell moment, fou membre dels tretze cardenals dels Estats Units en el Col·legi de Cardenals. Aquell mateix any, va ser convidat a dirigir un recés per al Papa i la seva família. Entre la Conferència Nord-americana de Bisbes Catòlics, Va exercir el càrrec de President de la Comissió de la Doctrina (1979-1981), la Comissió de Drets Humans i Els valors (1984-1987), i la Comissió de la Facultat Pontifícia d'Amèrica del Nord. (1989-1991, 1994-1997)

Hickey va morir als 84 anys a la Casa de les Germanetes dels Pobres a Washington DC. Després d'una missa funeral al Santuari Nacional de la Immaculada Concepció, va ser enterrat a San Francisco la capella de Sant Catedral de Mateu. Quan se li va preguntar pel Washington Post el 1989, el que li agradaria que la gent digues sobre ell després de la seva mort, el cardenal va respondre: 
| « | "En primer lloc, m'agradaria que diguessin que sempre vaig ser lleial a l'Església. En segon lloc, que era un amic de l'educació catòlica. I en tercer lloc, si no volen dir els dos primers, que diguin "Ell va servir als pobres." | » |